# Запыхавшись
«Запыхавшись» (итал. Col cuore in gola) — художественный фильм 1967 года совместного производства Италии и Франции, снятый режиссёром Тинто Брассом по его же сценарию. Один из первых фильмов знаменитого классика эротического кино. В отличие от большинства фильмов Брасса является детективом, а не эротическим фильмом.
Главные роли в фильме исполнили французский актёр Жан-Луи Трентиньян и шведская модель и актриса Ева Олин. Премьера фильма состоялась 16 ноября 1967 года в Италии.

## Сюжет
Главный герой фильма — частный детектив Бернар — развлекается в одном из ночных клубов Лондона. Там он знакомится с прекрасной блондинкой Джейн Берроуз, которая ему нравится. В это время в клубе происходит убийство — убит владелец заведения. Бернар видит, что девушка невиновна, и всё больше влюбляется в неё.
Вместе они спешно покидают клуб и едут на квартиру к Джейн, чтобы переждать заваруху. Позднее Бернар узнаёт, что Джейн всё-таки имеет определённую причастность к убийству. Вместе влюблённая пара бежит из Лондона. За ними устремляется полиция, и, кроме того, их преследуют злобные враги — какие-то странные таинственные незнакомцы, облачённые в серые плащи.

## В ролях
- Жан-Луи Трентиньян — Бернар
- Ева Олин — Джейн Берроуз
- Луиджи Беллини — Джелли-Ролль
- Роберто Бисакко — Дэвид
- Моника Скоацек — Вероника Ясупова
- Чарльз Кохлер — Жером Берроуз
- Вира Силенти — Марта Берроуз
- Энцо Консоли — Бартендер
- Дэвид Проузе — партнёр Джелли-Ролля

## Производство
Сценарий к фильму был написан на основе романа Сержио Донати «Гробница из бумаги» (итал. «Il sepolcro di carta»). При производстве этого фильма Тинто Брасс был вдохновлён работами Гидо Крепакса, который рисовал комиксы. Таким образом Тинто Брасс создал новый стиль кинопроизводства «Комикс», который позже критики назвали «комичное книжное кино» (итал. Cinema Fumetto) и который стал популярным и распространённым в кинематографе.

## Другие названия
- Dead stop — «Le coeur aux lèvres» и «En cinquième vitesse»
- «Col cuore in gola» (оригинальное название)
- «Запыхавшись», также — «Впопыхах», «Сердце с губами, или Смертельный леденец»
- «Heart Beat»
- «I Am What I Am»
- а также «Deadly Sweet» и «With Heart in Mouth»